# فرانك-فالتر شتاينماير
فرانك فالتر شتاينماير (بالألمانية: Frank-Walter Steinmeier) (‏5 كانون الثاني 1956 -) سياسي ألماني يشغل منصب الرئيس الاتحادي لجمهورية ألمانيا الاتحادية اعتباراً من 19 مارس (آذار) 2017، وقبل ذلك خدم في منصب وزير الخارجية من عام 2005 حتى عام 2009 ومرة أخرى من عام 2013 حتى عام 2017، ونائب المستشار من عام 2007 حتى عام 2009. ولقد كان رئيس منظمة الأمن والتعاون في أوروبا (OSCE) عام 2006.
شتاينماير عضو في الحزب الديمقراطي الاجتماعي الألماني (SPD)، ويحمل شهادة دكتوراه في القانون وكان يعمل سابقا في الخدمة المدنية المهنية، وكان مساعدًا مقربًا من غيرهارد شرودر عندما كان شرودر رئيس وزراء ولاية سكسونيا السفلى خلال معظم فترة عقد التسعينات، وشغل منصب رئيس موظفي شرودر من عام 1996. وعندما أصبح شرودر مستشار ألمانيا في عام 1998، عين شتاينماير وكيلا لوزارة الخارجية في المستشارية الألمانية مع مسؤولية المخابرات. ولقد خدم كرئيس موظفي المستشارية من عام 1999 حتى عام 2005.
وفي أعقاب الانتخابات الاتحادية عام 2005، أصبح شتاينماير وزير للخارجية في أول ائتلاف حكومي في حكومة أنغيلا ميركل، ومن عام 2007 شغل بالإضافة إلى ذلك منصب نائب المستشار. وفي عام 2008، شغل لفترة وجيزة منصب رئيس حزبهِ بالنيابة. وكان مرشح الحزب الاشتراكي الديمقراطي لمنصب المستشار في الانتخابات الاتحادية 2009، غير أن حزبه خسر الانتخاب ليغادر الحكومة الاتحادية ويصبح زعيم المعارضة. عقب الانتخابات الاتحادية 2013 أصبح من جديد وزير الشؤون الخارجية في الحكومة الائتلافية الثانية لميركل. في تشرين الثاني 2016 أعلن كمرشح من الائتلاف الحاكم المكون من حزبه وحزب الاتحاد الديمقراطي المسيحي لمنصب رئيس ألمانيا، غادر مجلس الوزراء في 27 كانون الثاني 2017.
شتاينماير ينتمي إلى الجناح الأيمن من الحزب الاشتراكي الديمقراطي، والمعروف باسم الإصلاحيين والمعتدلين. كرئيس الموظفين كان المهندس الرئيسي لمشروع «أجندة 2010»، برنامج حكومة شرودر للإصلاحات المثير للجدل. سياساته المتساهلة نحو بلدان مثل روسيا والصين أكسبته النقد على حد سواء في ألمانيا ودوليا، وقد انتقد لتفضيل مصلحة ألمانيا التجارية أكثر من حقوق الإنسان.

## النشأة والتعليم
ولد شتاينماير في ديتمولد، وكان والده نجارًا. على الرغم من أن اسمه الكامل هو فرانك فالتر، إلا أنه عرف باسم فرانك بين أولئك الذين يعرفونه. كان والده تابعا ل«كنيسة ليبه»، وهي واحدة من الكنائس الكالفينية الإقليمية الألمانية القليلة. والدته، ولدت في مدينة برسلو (الآن فروتسواف، بولندا)، وجاء كلاجئ من الجزء اللوثري لمدينة سيليزيا خلال فرار وطرد الألمان بعد الحرب العالمية الثانية. وقد عمد فرانك فالتر في كنيسة والده «كنيسة ليبه»، وهي كنيسة عضو في «الكنيسة الإنجيلية الألمانية»، ويعتبر نفسه إصلاحي بروتستانتي. بعد نيله الثانوية، أدى خدمته العسكرية في الفترة من 1974 حتى 1976. ثم درس القانون والعلوم السياسية في جامعة غيسن حيث كانت بريغيته تسيبريس إحدى زملائه الدراسيين. في عام 1982 اجتاز فحصه الأول وفي 1986 فحصه الثاني في القانون. شغل منصب مساعد علمي لأستاذ القانون العام والعلوم السياسية في جامعة غيسن، حتى حصل على شهادة الدكتوراه في القانون في عام 1991. أطروحته بحثت دور الدولة في الوقاية من التشرد.

## حياته السياسية

### بداية الحياة المهنية
أصبح شتاينماير في العام 1991 مستشاراً لقانون وسائل الاتصال والمبادئ التوجيهية لوسائل الإعلام في مستشارية ولاية سكسونيا السفلى في هانوفر. في العام 1993، أصبح مدير المكتب الشخصي لرئيس وزراء ولاية سكسونيا السفلى، غيرهارد شرودر. في عام 1996، أصبح وكيل وزارة الخارجية ومدير مستشارية ولاية سكسونيا السفلى.

### رئيس موظفي المستشارية، 1999 - 2005
عين شتاينماير في تشرين الثاني 1998 كوكيل لوزارة الخارجية في مكتب المستشارية بعد فوز شرودر في الانتخابات. وحل محل بودو هومباخ رئيسا لمكتب المستشارية في عام 1999. خلال هذه الفترة كان شتاينماير أيضا واحدا من مستشاري شرودر. وكان حاسما في تأمين أغلبية الحمر والخضر في البرلمان لبرنامج شرودر للإصلاحات الاقتصادية «أجندة 2010» المثير للجدل. بسبب إدارته السياسية الفعالة من وراء الأضواء، كان يلقب باسم Die Graue Effizienz (الكفاءة الرمادية)، وهي تورية لفظية تعني بالألمانية صاحب النفوذ في الكواليس.
تحت قيادة شرودر، كان شتاينماير مسؤولا عن تنسيق عمل أجهزة المخابرات في ألمانيا. في عام 2003، أيد شرودر في قراره المثير للجدل تشكيل تحالف مع روسيا وفرنسا ضد الحرب التي تقودها الولايات المتحدة ضد العراق. في الوقت نفسه، وافق على قرار تثبيت ضابط للمخابرات الألمانية في مكتب تومي فرانكس المتخذ من دولة قطر مقرا له، وهو قائد القوات الأمريكية لغزو العراق، الذي أرسل معلومات إلى الولايات المتحدة الأمريكية كان قد تم جمعها في بغداد من قبل اثنين من ضباط المخابرات الألمانية يعملان هناك.
في عام 2004، شارك شتاينماير في المفاوضات الدبلوماسية مع ليبيا لمناقشة التعويضات لضحايا تفجير «ملهى لابيل» في برلين عام 1986.
وكان قد أثير جدل كبير خلال فترة شتاينماير كرئيس لموظفي المستشارية حول السجين الألماني تركي المولد، مراد كورناز، في خليج غوانتنامو من عام 2002 وحتى آب 2006. ونفى شتاينماير خلال لجنة تحقيق برلمانية أذار 2007 أنه قد منع إطلاق سراح كورناز. بدلا من ذلك، ادعى أن برلين تخشى أن يشكل كورناز تهديدا ويجب ان يذهب إلى تركيا وليس ألمانيا، في حال أفرج عنه. فقط بعد انتخابات ميركل كان كورناز قد أطلق سراحه وأعيد إلى ألمانيا.

### الفترة الأولى كوزير للخارجية، 2005-2009

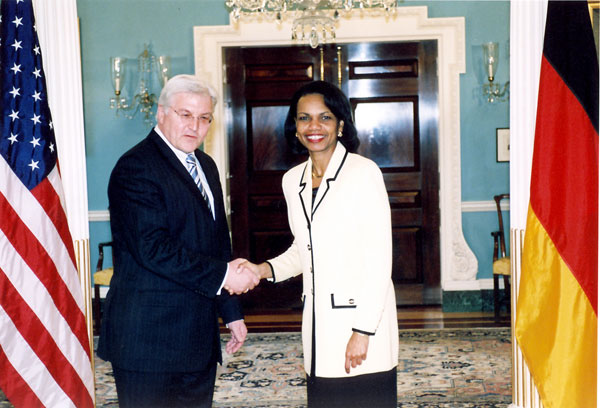
شتاينماير مع كونداليزا رايس

في 22 تشرين الثاني 2005، بعد الانتخابات الاتحادية، أصبح شتاينماير وزيرا للشؤون الخارجية في حكومة الوحدة الوطنية الكبرى بقيادة أنغيلا ميركل. وكان أول وزير للخارجية من الحزب الديمقراطي الاجتماعي منذ عهد فيلي برانت (1966-1969).
فور توليه المنصب، قاد شتاينماير التحضيرات لتولي ألمانيا الرئاسة الدورية لمجلس الاتحاد الأوروبي في النصف الأول من عام 2007.
بعد رحيل فرانتس مونتيفيرينغ من مجلس الوزراء في 21 تشرين الثاني عام 2007، شغل شتاينماير أيضا منصب نائب المستشار. خلال الفترة التي قضاها في منصبه، اعتبر شتاينماير على نطاق واسع بأنه على علاقات عمل جيدة مع أنغيلا ميركل ولكن غالبا ما كان يأخذ موقفا مختلفا فيما يخص الشؤون الخارجية. وعلى وجه العموم، سمح لميركل بضبط وتيرة السياسة الخارجية. عمل بانسجام معها حول مجموعة من قضايا السياسة الخارجية، من مواجهة إيران بسبب برنامجها النووي إلى التفاوض على أهداف ملزمة لمكافحة تغير المناخ. في خلاف محوري حول السياسة الخارجية، قال شتاينماير في عام 2009 أنه يجب على ألمانيا بحلول عام 2013 وضع حجر الأساس لسحب قواتها من أفغانستان، وهو نشر للجنود عارضه حوالي ثلثي الألمان في ذلك الحين. وعلى عكس ميركل، أيد أيضا انضمام تركيا إلى الاتحاد الأوروبي.
أيضا، أصبح شتاينماير معروفا بموقفه الودي مع روسيا، مجادلا بشدة للمشاركة مع قوة حازمة متزايدة في الشرق، بدلا من عزلتها. صاغ سياسة تجاه روسيا ذكرت عمدا «علاقات التقارب»، السياسة الموجهة للشرق الموضوعة من قبل المستشار فيلي برانت أوائل السبعينات. جنبا إلى جنب مع «غيرنوت إيرلر»، بدأ شتاينماير ما يسمى الشراكة الألمانية للتجديد مع روسيا (أعلنت في عام 2008)، والتي أصبحت سياسة رسمية للاتحاد الأوروبي في عام 2010. ضغط عليه من قبل المشرعين ليفصح أكثر عن موقفه تجاه روسيا في أعقاب عمليات القتل رفيعة المستوى للشخصيات المعارضة آنا بوليتكوفسكايا وألكسندر ليتفينينكو في جلسة استماع عام 2007 في البرلمان الأوروبي. . في أيار 2008، كان أول مسؤول أجنبي يجري محادثات مع الرئيس الروسي دمتري ميدفيديف ورئيس الوزراء فلاديمير بوتين بعد أن توليا منصبيهما الجديدان في أعقاب الانتخابات الرئاسية لعام 2008.
في عام 2006، نشرت مجلة الشؤون الخارجية تحليلا عن القوة النووية الأميركية والروسية، وخلصت إلى أن القوة النووية الأمريكية بعد الحرب الباردة تبدو مصممة لتنفيذ ضربة وقائية ضد روسيا أو الصين وأن الدفاع الصاروخي سيكون قيمة في المقام الأول في سياق الهجوم كمساعد للقدرة الأمريكية على الضربة الأولى. أثارت هذه المادة ردا بعد أيام قليلة روسيا شبه رسمي من رئيس الوزراء السابق «يغور غايدار» في صحيفة «فاينانشال تايمز». في عام 2007، يقال أن الحكومة الأمريكية كانت غاضبة بشدة، على الرغم من الصمت العلني عن شتاينماير، الذي كان قد أبدى تأييده للاتهامات الروسية لمخطط مجمع الدفاع الصاروخي الأمريكي في بولندا الذي من شأنه أن يخل بالتوازن الاستراتيجي في أوروبا - والذي غادر بعد ذلك من دون تحدي تهديد الجنرال الروسي «نيكولاي سولوفتسوف» بالانتقام من بولندا وجمهورية التشيك إذا ما نشرتا أنظمة دفاعية للولايات المتحدة. احتفل نشطاء المعارضة الروسية في وقت لاحق عندما خسر شتاينماير والحزب الديمقراطي الاجتماعي انتخابات عام 2009، مما يشير إلى سخطهم على شتاينماير. وقال «أوليغ أورلوف بتروفيتش»، رئيس مجموعة «ميموريال لحقوق الإنسان»، أن شتاينماير امتداد لسياسات شرودر في روسيا والتي كانت سياسات ألمانية «سيئة للغاية بالنسبة للمجتمع المدني والديمقراطية والبلد ككل».
في شباط 2009، أصبح شتاينماير أول عضو في حكومة ميركل يتم استقباله من قبل إدارة باراك أوباما.
خلال الفترة التي قضاها في منصبه، تمكن شتاينماير من إطلاق سراح رهائن ألمان في العراق  واليمن. في عام 2007، نجح أيضا في تأمين الإفراج عن مواطن ألماني كان قد سجن في إيران بسبب دخوله المياه الإقليمية للبلاد بطريقة غير شرعية أثناء رحلة صيد.
خدم شتاينماير بمنصب القائم بأعمال رئيس الحزب الديمقراطي الاجتماعي من 7 أيلول 2008 إلى 18 أكتوبر 2008. وعلى الصعيد المحلي، طوال فترة ولايته كان السياسي الرئيسي الوحيد ذو شعبية مرتفعة مثل أو أعلى من ميركل.

### زعيم المعارضة، 2009-2013
في 7 أيلول 2008، وبعد استقالة رئيس الحزب الديمقراطي الاجتماعي كورت بيك، اختير شتاينماير مرشحًا للحزب الديمقراطي الاجتماعي لمنصب المستشار في الانتخابات الاتحادية لعام 2009، كما عين قائمًا بأعمال رئيس الحزب الديمقراطي الاجتماعي، في انتظار عودة مونتيفيرينغ لهذا المنصب. في حملته الانتخابية، ناقش لوضع قواعد ضريبية جديدة رادعة للتنفيذين أصحاب الرواتب المرتفعة والمكافآت، ولوضع حد أدنى للأجور لإبطاء اتساع الفجوة بين أصحاب الدخل الغالي والمتدني. وركز أيضا على تحسين الرعاية الصحية العامة.

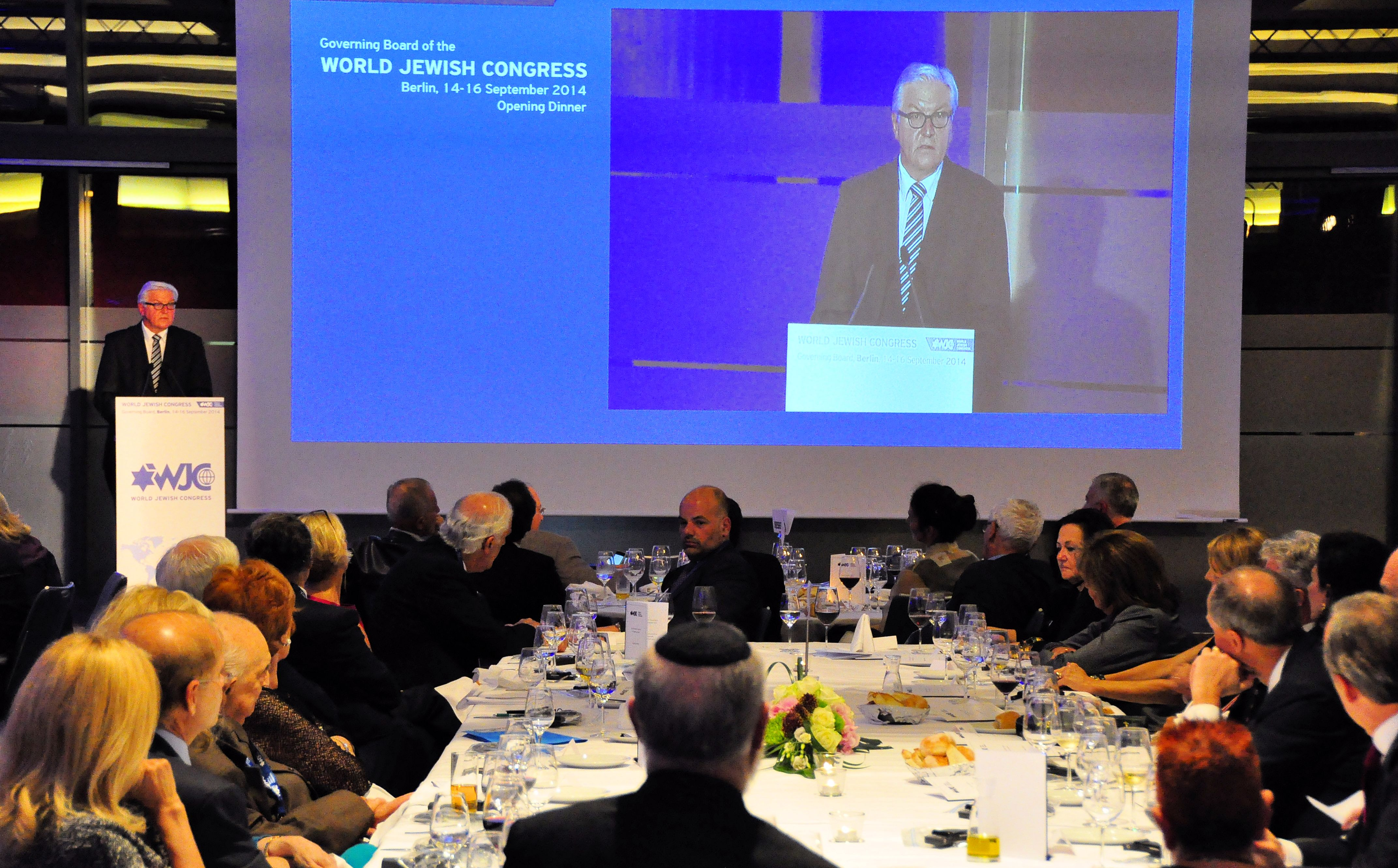
وزير الخارجية الألماني فرانك فالتر شتاينماير يلقي خطاب حفل عشاء المؤتمر اليهودي العالمي في برلين، 14 أيلول 2014

بعد هزيمة الحزب الديمقراطي الاجتماعي المدوية في الانتخابات - أسوأ أداء للحزب منذ الحرب العالمية الثانية  - شتاينماير، الذي كان قد انتخب لتمثيل دائرة براندنبورغ أن دير هافيل _ بوتسدام-ميتيلمارك 1 _ هافيل لاند 3 _ تيلتوف-فلايمينغ 1، أنتخب ليخلف «بيتر شتروك» في رئاسة المجموعة البرلمانية للحزب الديمقراطي الاجتماعي في البرلمان الألماني، وعلى هذا النحو زعيم للمعارضة. بعد دخوله المشفى للتبرع بكليته لزوجته في شهر آب عام 2010، عاد شتاينماير إلى مكتبه في تشرين الأول 2010.
خلال فترة توليه منصب زعيم المعارضة البرلمانية، اتهم شتاينماير بانتظام حكومة أنغيلا ميركل بزيادة الدين القومي والعمل لحساب الأغنياء. في عام 2011، قال شتاينماير ان قرار ميركل بتعيين مستشارها الاقتصادي، «ينس فايدمان»، ليكون الرئيس القادم للبنك المركزي الألماني، هو (القرار) تقويض للاستقلال السياسي والثقة العامة في البنك المركزي الألماني.
في أواخر عام 2012، اعتبر شتاينماير مرة أخرى مرشح محتمل لتحدي المستشارة الألمانية أنغيلا ميركل في الانتخابات العامة عام 2013، ولكن سرعان ما انسحب من المنافسة. ونتيجة لذلك، أعلن رئيس الحزب الديمقراطي الاجتماعي زيغمار غابرييل في وقت لاحق أن القيادة وافقت على ترشيح بيير شتاينبروك.

### الفترة الثانية كوزير للخارجية، 2013-2017
بعد انتخابات عام 2013، والحكومة الائتلافية الجديدة، عين شتاينماير وزير للخارجية للمرة الثانية في كانون الأول عام 2013. حل محل غيدو فيسترفيله، الذي كان قد وقع اتفاق مجموعة 5+1 مع إيران في تشرين الثاني عام 2013. نوابه كانوا «مايكل روت» (الحزب الديمقراطي الاجتماعي) و«ماريا بومر» (الاتحاد الديمقراطي المسيحي). فور توليه منصبه، بدأ شتاينماير مراجعة طموحة للسياسة الخارجية الألمانية، وعقد اجتماعات على الصعيد الوطني وإلتقى بأكثر من 12,000 شخص يعملون في الوزارة أو في الخارج.
وعلى مدار عام 2014، تناوب شتاينماير مع ميركل كالسياسي الأكثر شعبية في ألمانيا في استطلاعات الرأي للناخبين المؤهلين.
في ضوء انتقادات من الولايات المتحدة، وقف شتاينماير ثابتا على نهج ألمانيا في الصراع الأوكراني، حيث كانت موازنة الدعم لفرض عقوبات اقتصادية أوروبية على روسيا مع ترك الباب مفتوحا لشراكة إحياء. في أيار 2014، اقترح دور وساطة أكبر لمنظمة الأمن والتعاون، بما في ذلك عقد محادثات «المائدة المستديرة» المحلية في أوكرانيا لنزع فتيل الصراعات. بين عامي 2015 و 2016، استضاف شتاينماير سلسلة من اجتماعات مجموعة اتصال النورماندي في برلين للتفاوض على حل للوضع في شرق أوكرانيا. وخلال محادثات مينسك 2 لوقف إطلاق النار في شرق أوكرانيا في أوائل عام 2015، فاوض بنجاح مع الرئيس الروسي فلاديمير بوتين للسماح للأطباء الألمان بزيارة الطيارة العسكرية الأوكرانية ناديا سافتشينكو، التي كانت في إضراب عن الطعام منذ أكثر من شهرين في سجن روسي. في الماضي، كان شتاينماير قد استبعد مرارا شحنات الأسلحة لحل الصراع الممتد.
في عام 2015، استضاف شتاينماير لقاء وفود من الحكومتين الليبيتين المتناحرتين، اللتان كانتا تقتتلان من أجل السيطرة على البلاد، والمبعوث الخاص للأمم المتحدة برناردينو ليون لبحث مبادرة السلام واقتسام السلطة الذي ترعاها الأمم المتحدة على الرغم من الانقسامات بين بعض الأحزاب.
كان لشتاينماير في وقت لاحق دور أساسي في عقد المجموعة الدولية لدعم سوريا (ISSG) ومحادثات السلام السورية في فيينا في تشرين الأول عام 2015، جامعا المملكة العربية السعودية؛ ومنافسها الإقليمي الرئيسي إيران، وكذلك روسيا والولايات المتحدة والقوى الغربية الأخرى والجهات الإقليمية الفاعلة بما في ذلك تركيا والعراق.

### الترشح للرئاسة
أعلن الرئيس يواخيم غاوك في حزيران 2016 أنه لن يرشح نفسه ثانية للانتخابات، مما أدى للبحث عن مرشح لخلافته. في تشرين الثاني 2016، وافق المحافظين بزعامة أنغيلا ميركل مع الحزب الديمقراطي الاجتماعي لدعم ترشيح شتاينماير في الانتخابات الرئاسية.
انتخبته الجمعية الاتحادية في ألمانيا، في 12 شباط 2017، رئيساً للبلاد، في خطوة صوّرت على أنها تضع ألمانيا في مقدمة البلدان التي «ستتمسك بالديمقراطية» في مواجهة الهجمة الشعبوية التي تشهدها أوروبا.
وكانت ميركل أصلا تريد ترشيح السياسي الأخضر «ماريان بيرتلير»، وبما أن حزب الاتحاد الديمقراطي المسيحي/الاتحاد الاجتماعي المسيحي والخضر يسيطرون على الأغلبية في المجمع الاتحادي، كان فوز «بيرتلير» بالانتخابات موئمن. ومع ذلك، قرر «بيرتلير» عدم ترشيح نفسه.

## الرئيس الاتحادي (منذ 2017)
تم انتخاب شتاينماير في 12 شباط/ فبراير 2017 في أول اقتراع ب 931 صوتاً من أصل 1239 صوتًا ليصبح الرئيس الاتحادي الثاني عشر لجمهورية ألمانيا الاتحادية. تولى منصبه الجديد في 19 آذار/ مارس 2017 وأدى اليمين في 22 آذار/ مارس 2017 في اجتماع مشترك بين البوندستاغ والبوندسرات.

## المواقف السياسية

### حقوق الإنسان
في الماضي، وصفت هيومن رايتس ووتش شتاينماير بمؤيد «السياسة الواقعية»، الذي، «عندما يتعلق الأمر بتحديد علاقته مع دول مثل روسيا والصين، تأخذ حقوق الإنسان دورا ثانويا فقط».
في رأي شتاينماير، «رفض عقوبة الإعدام هو واحد من الأعمدة الرئيسية للسياسة الألمانية لحقوق الإنسان، وعقوبة الإعدام تتعارض مع أخلاقياتنا ومبادئنا الأساسية». ودعا شخصيا من أجل إلغاء عقوبة الإعدام في أوزبكستان. وقد ألغيت عقوبة الإعدام في أوزبكستان منذ عام 2008. في نيسان 2014، استدعى السفير المصري محمد حجازي بعد أن حكمت محكمة القاهرة على 683 شخص بالإعدام بتهمة التحريض على العنف خلال الاحتجاجات في صيف عام 2013، في أعقاب الإطاحة العسكرية بالرئيس المنتخب محمد مرسي. بعد محاولة الانقلاب في تركيا 2016، حذر من أن أي تحرك من جانب تركيا لإعادة عقوبة الإعدام مما من شأنه أن يعرقل جهودها للانضمام إلى الاتحاد الأوروبي.
وردا على الاحتجاجات التي أعقبت الانتخابات الرئاسية الإيرانية 2009 ضد الفوز المتخاصم عليه للرئيس الإيراني أحمدي نجاد، أدان شتاينماير ما وصفه ب «الأعمال الوحشية» ضد المتظاهرين في طهران واستدعى السفير الإيراني «علي رضا شيخ عطار» لتوضيح ذلك.
في آب 2016، وصف شتاينماير المرشح الجمهوري للرئاسة الأمريكية دونالد ترامب ب «الداعي للكراهية».

### التكامل الأوروبي
بعد أن تمكنت ألمانيا فقط بشق الأنفس تجنب تحذير العجز من المفوضية الأوروبية في عام 2002، أصبح شرودر وشتاينماير القوى الدافعة وراء إضعاف ميثاق الاستقرار والنمو، وهو إطار قائم على قواعد لتنسيق السياسات المالية الوطنية أصلا كضامن لاستقرار اليورو.

في مقال مشترك في صحيفة فاينانشال تايمز يوم 14 كانون الأول 2010، اقترح شتاينماير وبيير شتاينبروك لحل أزمة الديون الأوروبية مزيجًا من «خفض النسب المئوية لمبالغ أصحاب الديون وضمانات الديون للبلدان المستقرة وإدخال محدود من السندات الأوروبية الواسعة على المدى المتوسط، يرافقه سياسات مالية أكثر توافقا» في شباط 2011، اقترح شتاينماير اسم شتاينبروك كمرشح لرئاسة البنك المركزي الأوروبي.

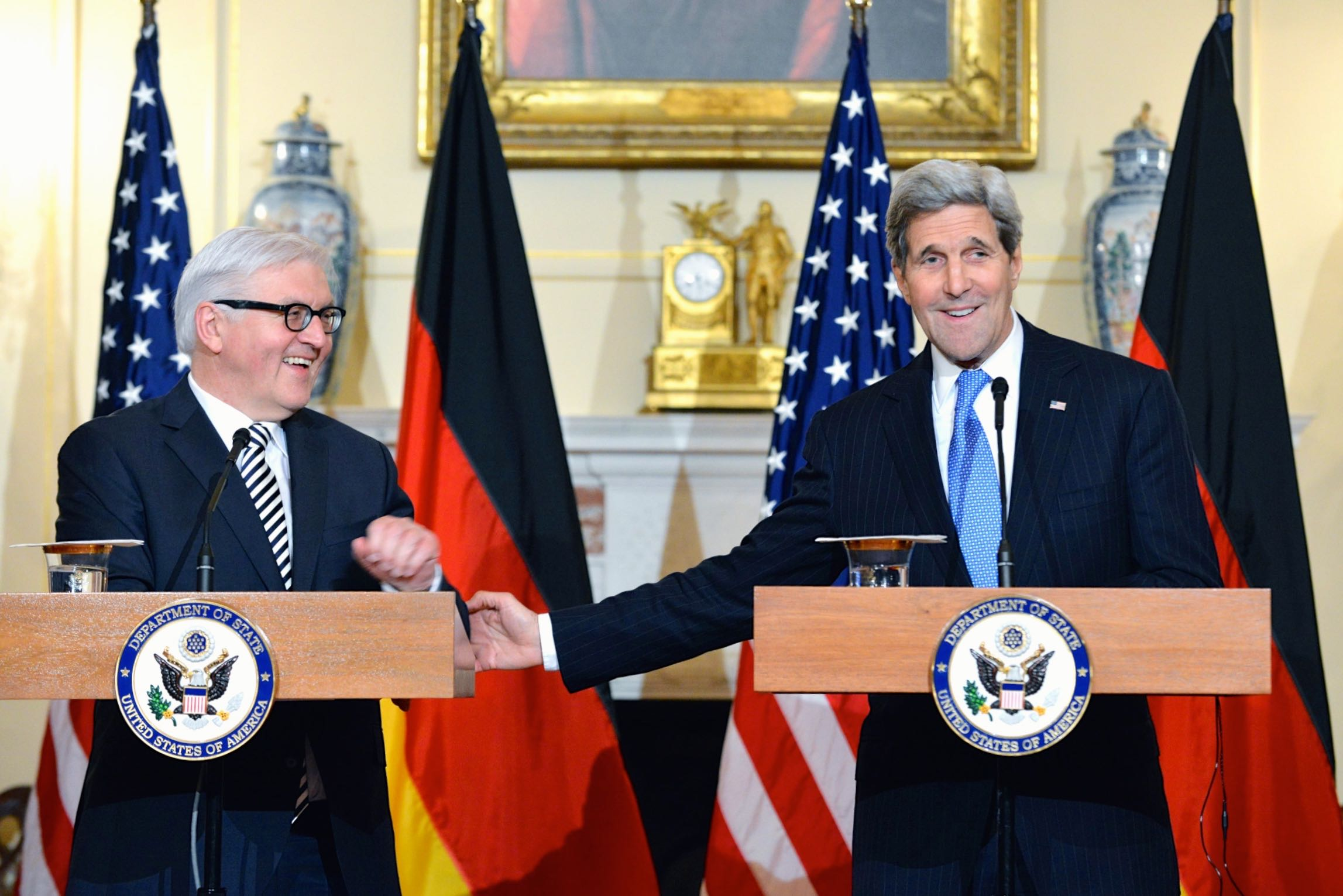
شتاينماير مع جون كيري أذار 2015

تحت القيادة البرلمانية لشتاينماير، زاد الحزب الديمقراطي الاجتماعي الضغط على المستشارة الألمانية أنغيلا ميركل للموافقة على تقاسم أكبر للأعباء للحد من أزمة منطقة اليورو، مرارا وتكرارا داعيها لتحمل مخاطر أكبر لتفادي انهيار العملة الموحدة. في كل من شباط وتشرين الثاني 2012، صوتت مجموعته البرلمانية بشكل كبير لصالح اقتراح حكومة ميركل لخطة حزم إنقاذ منطقة اليورو لليونان، في حين انتقد الإجراءات بأنها «ليست الحل الدائم بالنسبة لليونانيين». في تموز 2014، ساعد في بناء دعم المعارضة لخطة انقاذ منطقة اليورو للبنوك الإسبانية. في وقت لاحق، كوزيرا للخارجية، حذر بشكل علني من الكلام «التافه» حول انسحاب اليونان من منطقة اليورو، داعيا للبحث جديا عن حل.
وردا على نمو الأحزاب السياسية، المتشككة في الاتحاد الأوروبي في جميع أنحاء أوروبا في أوائل 2014، عرض شتاينماير على المملكة المتحدة دعم محدود لإعادة التفاوض على معاهدات الاتحاد الأوروبي، قائلا ألمانيا تريد أن ترى تأثير بريطانيا في «وسط» الاتحاد الأوروبي، وليس على «الهامش». بعد تصويت بريطانيا لترك الاتحاد الأوروبي في عام 2016، قال أن الاتحاد يفتقر إلى التماسك لاتخاذ خطوات تكامل جديدة رئيسية وينبغي أن يركز بدلا من ذلك على الهجرة، وبطالة الشباب المرتفعة والأمن.
في الوقت نفسه، عمل شتاينماير لتطوير وإحياء أشكال جديدة. في كانون الأول عام 2014، التقى مع وزراء الخارجية لثلاثة من دول الشمال الدنمارك وفنلندا والسويد - مارغو والستروم، إركي تووميويا ومارتن ليدغارد - لما يسمى مجموعة "N3 + 1" لبحث القضايا ذات الاهتمام المشترك لأول مرة.
في آب 2016، انضم لوزير الخارجية الفرنسي جان مارك أيرولت في إعلان التبرعات "لإعادة تنشيط" مثلث فايمار ونشر وثيقة "أوروبا قوية في عالم من عدم اليقين.
بين عامي 2014 و 2016، قم بزيارة دول البلطيق الثلاث - إستونيا ولاتفيا وليتوانيا - ست مرات، وهو أعلى عدد من الزيارات قام بها أي وزير خارجية ألماني.
أيضا في أواخر عام 2014، اتحد شتاينماير ونظيره البريطاني فيليب هاموند في محاولة لإنهاء الجمود في العلاقات بين البوسنة والاتحاد الأوروبي، معتبرا أن على الاتحاد الأوروبي أن يتخلى عن إصراره على تغييرات في قانون الانتخابات في البوسنة كشرط مسبق لتحقيق اتفاقية الشراكة والاستقرار على الطريق المؤدي إلى عضوية الاتحاد الأوروبي.

### سياسة الطاقة
في عام 2007، قال شتاينماير انه يعارض مقترحات المفوضية الأوروبية لتفكيك ملكية شبكات الطاقة في الاتحاد الأوروبي، بالشكل الذي أقترح في حزمة الطاقة الثالثة.

### الصراع الفلسطيني-الإسرائيلي
في الصراع الفلسطيني الإسرائيلي، يؤيد شتاينماير حل الدولتين ويدعو إلى وضع حد للاحتلال الإسرائيلي للأراضي المحتلة. ورحب بقرار مجلس الأمن التابع للأمم المتحدة رقم 2334 وقال المستوطنات الإسرائيلية في الأراضي المحتلة هي عقبة في طريق السلام والحل القائم على دولتين. وأضاف أن «إسرائيل الديمقراطية غير قابلة للتحقيق إلا من خلال-حل الدولتين». وأشاد شتاينماير بخطاب وزير الخارجية الأمريكية جون كيري الذي حدد موقف الولايات المتحدة بشأن الصراع الإسرائيلي الفلسطيني في كانون الأول 2016. في الخطاب قال كيري يجب أن تستند إلى اتفاقية سلام على حدود عام 1967، وعلى أن جميع المواطنين يجب أن يتمتعوا بحقوق متساوية، وإن الاحتلال يجب أن ينتهي، وإن قضية اللاجئين الفلسطينيين يجب أن تحل، وأن القدس يجب أن تكون عاصمة للدولتين، وانتقد جدول أعمال حكومة نتنياهو بأنها مدفوعة من قبل «عناصر متطرفة».

### العلاقات مع العالم العربي
قام شتاينماير بزيارة مخيم الزعتري للاجئين في الأردن مرتين لمعرفة المزيد عن محنة السوريين الفارين من العنف في الحرب الأهلية السورية المستمرة التي اندلعت في عام 2011،  أول مرة بصفته رئيسا للمجموعة البرلمانية للحزب الديمقراطي الاجتماعي أيار 2013 وفي وقت لاحق كوزير للخارجية في أيار عام 2015. في أوائل عام 2014، لدى توليه منصبه كوزير للخارجية، قال أنه اتفق مع المستشارة الألمانية أنغيلا ميركل ووزيرة الدفاع أورسولا فون دير لاين أن ألمانيا ستساعد في تدمير ترسانة سوريا من مواد الأسلحة الكيميائية كجزء من برنامج دولي لنزع السلاح. في تشرين الأول عام 2014، شارك في رئاسة مؤتمر برلين حول وضع اللاجئين السوريين جنبا إلى جنب مع وزير التنمية «غيرد مولر» والمفوض السامي للأمم المتحدة لشؤون اللاجئين، أنطونيو غوتيريس.
في أذار 2015، قال شتاينماير أنه «يمكن أن نفهم» قرار السعودية لشن تدخل عسكري في اليمن وأقر بأن العملية «دعم من داخل المنطقة». ومع ذلك، قال إن الأزمة لا يمكن حلها عن طريق العنف وحث على التوصل لحل تفاوضي.

### العلاقات مع فرنسا
يوم 14 أيار عام 2014، أصبح شتاينماير أول وزير خارجية ألماني يحضر اجتماع لمجلس الوزراء الفرنسي. جنبا إلى جنب مع نظيره الفرنسي لوران فابيوس، طار إلى عدة بعثات دبلوماسية مشتركة بين عامي 2014 و 2015، بما في ذلك مولدوفا، جورجيا، تونس ونيجيريا وبنغلاديش. في عام 2016، انضم إلى خليفة فابيوس جان مارك أيرولت في رحلات إلى أوكرانيا، ليبيا، مالي والنيجر.

### العلاقات مع روسيا

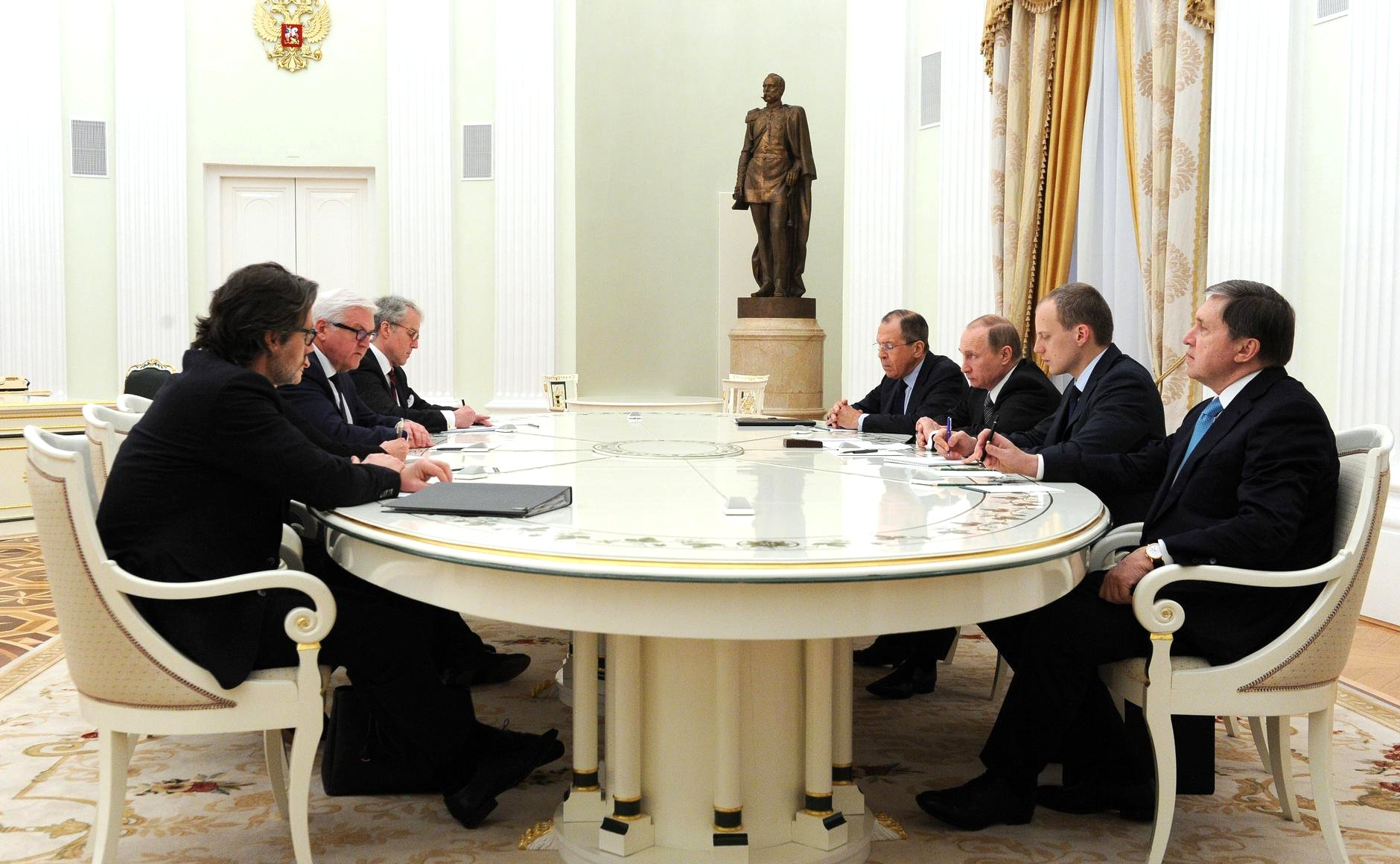
شتاينماير مع فلاديمير بوتين، 23 أذار 2016

في أيار 2007، ذكرت صحيفة «فاينانشال تايمز دويتشلاند» أن شتاينماير كان قد خدم كوسيط في ما يسمى خلاف «ليلة البرونز»، نزاع استونيا وروسيا على إزالة نصب تذكاري للجيش الأحمر في تالين. ووفقا للتقرير، اقترح شتاينماير على السفيرة الإستونية في روسيا، «مارينا كاليوراند»، الذهاب في عطلة في محاولة لتهدئة الوضع. ودعا شتاينماير نظيره الروسي سيرغي لافروف ليقترح أن ليس فقط أن تأخذ «مارينا كاليوراند» عطلة، ولكن أيضا أن تترك روسيا النزاع في الوقت الراهن. بعد أن تحدث مع لافروف، دعا شتاينماير وزير الخارجية الإستوني «اورماس بايت» ونال موافقته على الصفقة. غادرت «مارينا كاليوراند» موسكو لقضاء عطلة لمدة أسبوعين وأنهى الناشطون الشباب الموالي للكرملين حصار السفارة الاستونية في موسكو احتجاجاتهم في اليوم نفسه.
لدى عودته إلى الحكومة في أواخر عام 2013، انتقد شتاينماير روسيا في خطاب تنصيبه لاستغلال المحنة الاقتصادية الأوكرانية لمنعها من التوقيع على اتفاق الشراكة الأوكرانية مع الاتحاد الأوروبي. في أذار عام 2014، دافع عن عضوية روسيا في مجموعة الثماني، قائلا «إن صيغة مجموعة الثماني هي في الواقع الطريق الوحيد الذي يستطيع الغرب من خلاله التحدث مباشرة مع روسيا». وعندما عقدت ألمانيا رئاسة المجموعة في 2015 أصر على أن استبعاد روسيا بسبب أفعالها في أوكرانيا كان خطوة ضرورية ولكنها ليست هدفا في حد ذاته. منوها إلى الشرق الأوسط، وقال أن «نظرة على العالم تدل على أننا بحاجة إلى روسيا كشريك بناء في عدد من الصراعات».
في رسالة عام 2015 إلى سيسيليا مالمستروم، المفوض التجاري للاتحاد الأوروبي، اقترح شتاينماير إعلانًا مشتركًا بين الاتحاد الأوروبي وروسيا يقدم لموسكو تنازلات آفاق الاستثمار والطاقة التي طال انتظارها لإنشاء منطقة اقتصادية أكثر تكاملا من المحيط الأطلسي إلى المحيط الهادئ. ووفقا لهذه الرسالة، «بمضمون هذا الإعلان يمكننا أن نستجيب لرغبات روسيا والبدء في تبادل أقرب في وجهات النظر حول قضايا الطاقة وحماية الاستثمار، حتى إذا كان اتفاق الشراكة الأوكرانية مع الاتحاد الأوروبي لا يؤثر مباشرة عليها».
في حزيران 2016، انتقد شتاينماير الناتو «للترويج للحرب» على روسيا: «إن الشيء الوحيد الذي لا ينبغي القيام به الآن هو تأجيج الوضع بصوت قعقعة السلاح المرتفعة وتجارة الحروب.» سياسيا حزب الاتحاد الديمقراطي المسيحي فولكر بوفيير وهيربيرت رويل انتقدوه لموقفه من روسيا، لكن تصريحاته كان مرحبًا بها من جانب وسائل الإعلام الروسية.

### العلاقات مع الولايات المتحدة
أعرب شتاينماير عن دعمه لباراك أوباما عندما كان أوباما لا يزال مرشحا للرئاسة، ودعم رغبة أوباما لإلقاء خطاب أمام بوابة براندنبورغر الشهيرة خلال الحملة الرئاسية لعام 2008 في الولايات المتحدة.
في عام 2016 وصف شتاينماير المرشح الرئاسي حينذاك دونالد ترامب ب «واعظ الكراهية». بعد نجاح ترامب، رفض شتاينماير تهنئته، وأدان توجهات ترامب السياسية. وقد وصف بأنه «الذام الأكثر تشددا في الحكومة الألمانية» لترامب. وقال في وقت لاحق أنه «فزع» من الانتخابات الأمريكية 2016.

### العلاقات مع آسيا الوسطى
خلال لقاء عام 2006 مع الرئيس التركماني صفرمراد نيازوف، انتقد شتاينماير تركمانستان لبطء التقدم في تنفيذ سيادة القانون وحقوق الإنسان، وقال إن تقدم الدولة في تنفيذ الإصلاحات السياسية كانت «متوقفة جدا».
عندما ترأست ألمانيا مجموعة الأمم المتحدة الرامية إلى حل الأزمة الدبلوماسية الروسية الجورجية عام 2008، قدم شتاينماير لأطراف الصراع الثلاثة - جورجيا، أبخازيا وروسيا - خطة تضمنت اقتراح سلام من ثلاث مراحل، تستلزم وضع حد للعنف، تدابير بناء الثقة على مدى السنة التالية التي يمكن أن تؤدي إلى استئناف المحادثات المباشرة بين جورجيا وأبخازيا، وعودة حوالي 250,000 لاجئ جورجي إلى أبخازيا. ومع ذلك، رفضت كل من جورجيا وأبخازيا الاقتراح. في أيلول 2008، دعى شتاينماير إلى إجراء تحقيق دولي في الصراع على المحافظات الانفصالية في جورجيا. خلال زيارته للبلاد عام 2014، أكد على أن عضوية حلف شمال الأطلسي والاتحاد الأوروبي ستظل خارج الحسابات لفترة طويلة قادمة.
في آب 2006، قام شتاينماير بأول زيارة له أفغانستان، حيث تسلمت ألمانيا قيادة 21000 من قوات حلف شمال الاطلسي التي كانت تحت قيادة «القوة الدولية للمساعدة والاستقرار» (إيساف) قبل فترة وجيزة، وقبيل الانتخابات الاتحادية 2009، قام شتاينماير - كان لا يزال في منصبه وزيرا للخارجية - بتكليف بتشكيل تقرير داخلي عن مشاركة ألمانيا في أفغانستان الذي أوصى بأن ألمانيا يجب أن تبدأ الانسحاب من البلاد في غضون أربع سنوات. في ذلك الوقت، اعتبر ذلك خروجا صارخا عن إصرار شتاينماير في وقت سابق بأن ألمانيا لا يجب أن تحدد موعدا لسحب قواتها البالغ قوامها 4200 ثم من شمال أفغانستان كما أن هذه الخطوة قد تكون ورقة في أيدي مقاتلي طالبان.
في تشرين الأول 2014، زار شتاينماير كل من أرمينيا وأذربيجان لتسهيل التوصل إلى حل تفاوضي للنزاع القائم منذة فترة طويلة بشأن مرتفعات قره باغ، وهي منطقة أذربيجانية يسيطر عليها الأرمن. في عام 2016، عاد إلى كلا البلدين بصفته رئيسا لمنظمة الأمن والتعاون في أوروبا (OSCE) لتنشيط المحادثات.

### العلاقات مع إيران

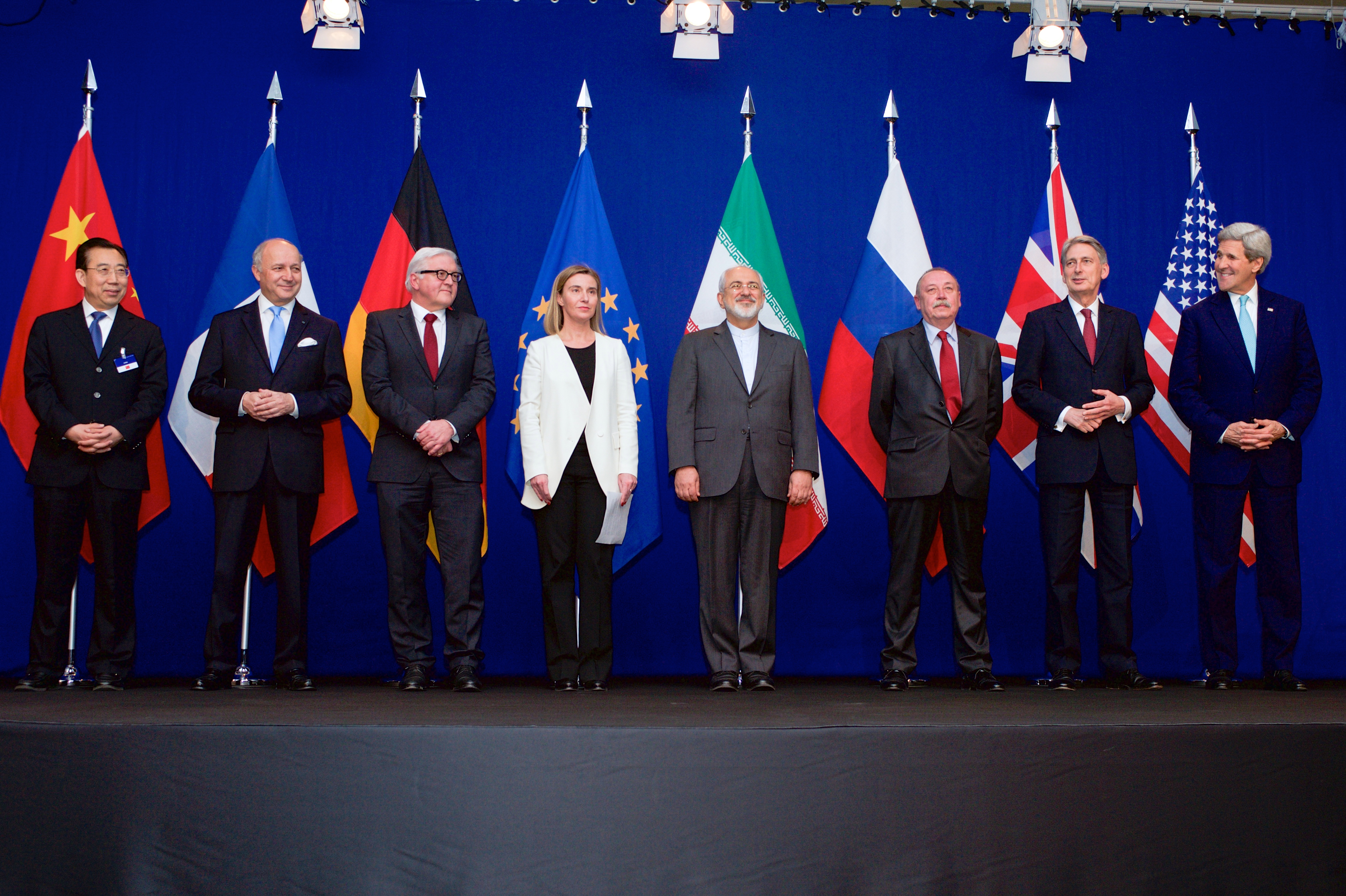
وزراء الشؤون الخارجية والدبلوماسيين يعلنون عن اتفاق لوزان النووي في 2 نيسان 2015

شتاينماير مؤيد قوي لإطار الاتفاق النووي مع إيران، وسمى الاتفاق «فرصة لمزيد من المساعي الدبلوماسية».

### العلاقات مع أفريقيا
جعل شتاينماير من القارة الأفريقية وجهة للعديد من الرحلات الخارجية. في أول زيارة له كوزير للخارجية لألمانيا في عام 2006، جولاته إلى ليبيا، الجزائر، تونس، المغرب وموريتانيا كانت تهدف إلى إعداد ألمانيا لرئاسة الاتحاد الأوروبي ومجموعة الثماني في العام التالي. في آب 2007، سافر إلى نيجيريا وغانا. في شباط 2008، قام بزيارة تستغرق ثلاثة أيام إلى غانا (بمناسبة كأس الأمم الأفريقية 2008) وتوغو وبوركينا فاسو. وعلى مدار عام 2014، زار شتاينماير إثيوبيا وتنزانيا وأنغولا؛ نيجيريا وتونس (مع نظيره الفرنسي لوران فابيوس)؛ وجنوب أفريقيا (من أجل اللجنة الألمانية الجنوب أفريقية الثنائية الثامنة). في عام 2015، قام برحلات رسمية إلى المغرب وتونس والجزائر. إلى جمهورية الكونغو الديمقراطية ورواندا وكينيا. مصر؛ وموزمبيق وزامبيا وأوغندا.
في حزيران 2007، توجه شتاينماير ومفوضة الاتحاد الأوروبي بينيتا فيريرو فالدنر إلى بنغازي، ليبيا في محاولة لدفع جهود إطلاق سراح ستة من العاملين الطبيين الأجانب حكم عليهم بالاعدام بتهمة اصابة 426 طفلا ليبيا بفيروس نقص المناعة المكتسبة.
في وقت لاحق من ذلك العام، استدعى شتاينماير القائم بأعمال سفارة زيمبابوي، وذكر أن التعليقات في صحيفة «هيرالد» الحكومية المشيرة إلى المستشارة الالمانية أنغيلا ميركل بأنها «نازية» غير مقبولة. وكانت ميركل قد انتقدت سابقا انتهاكات حقوق الإنسان في زيمبابوي.
منذ أن أصبح عضوا في البرلمان الألماني، صوت شتاينماير لصالح المشاركة الألمانية في بعثات حفظ السلام التابعة للأمم المتحدة وكذلك في بعثات حفظ السلام من الاتحاد الأوروبي بتفويض من الأمم المتحدة في القارة الأفريقية، كما هو الحال في الصومال (2009، 2010، 2011، 2014 و 2015)، دارفور / السودان (2010، 2011، 2012، 2013، 2014، 2015 و 2016)، وجنوب السودان (2011، 2013، 2014، 2015 و 2016) ومالي (2013 و 2014)، وجمهورية أفريقيا الوسطى (2014)، وليبيريا (2015). إلا أنه صوت في عام 2012 و 2013 ضد المشاركة الألمانية في عملية أتلانتا في الصومال.

### العلاقات مع اليونان
رفض شتاينماير مطالبات تعويضات الحرب من حزب سيريزا اليوناني ردا على موقف ألمانيا بشأن أزمة الديون الحكومية اليونانية. عندما أدى أول خطاب رئيسي له في البرلمان في أوائل عام 2015، تعهد رئيس الوزراء اليوناني أليكسيس تسيبراس، بالحصول على تعويضات الحرب من ألمانيا، رد شتاينماير على وزير الخارجية اليوناني«نيكوس كوتزياس» بأن ألمانيا مدركة تماما للمسؤولية السياسية والأخلاقية إزاء «الأحداث الرهيبة» في اليونان بين عامي 1941 و 1944 عندما احتلت القوات الألمانية البلاد. «ومع ذلك، فإننا مقتنعون اقتناعا راسخا بأن جميع قضايا التعويضات، بما في ذلك القروض القسرية، سويت قضائيا مرة واحدة وللجميع»، قال شتاينماير.

## الخلافات

### رفض لقاء الدالاي لاما
هاجم شتاينماير ميركل علنا بسبب لقائها عام 2007 مع الدالاي لاما، متهما المستشارة ب«اللعب على الرأي العام» دون اعتبار لفعالية الاجتماع في تحسين الحقوق السياسية أو الدينية على أرض الواقع في الصين. في عام 2008، رفض لقاء الدالاي لاما خلال زيارته التي استمرت خمسة أيام، بحجة أن مثل هذا الاجتماع يمكن أن يقوض الجهود الدولية المبذولة لتعزيز الاتصال المستمر بين الصين والتبت. بدلا من ذلك، أصدر شتاينماير البيان «يأخذ الأمر الكثير من الشجاعة لعدم القاء مع الدالاي لاما في هذه الأيام»، والذي وصفته صحيفة نيويورك تايمز بأنه «ساخر للغاية»، واتهمت شتاينماير بتفضيل المصالح التجارية على حقوق الإنسان.

### قضية تعذيب مراد كورناز
سجن مراد كورناز رغم براءته في عام 2002 وتعرض للتعذيب من قبل الولايات المتحدة، وزعم أن شتاينماير تلقى عرضا في أيلول 2002 من قبل وزارة الدفاع الأمريكية ووكالة الاستخبارات المركزية بشأن نقل مراد كورناز إلى ألمانيا، حيث ولد ونشأ. وكان قد تم إمساك كورناز أولا باعتباره مشتبها إرهابي في باكستان، ثم سجن في أفغانستان ولاحقا في قاعدة غوانتانامو في كوبا حتى عام 2006. وبرفض العرض يعتقد أن شتاينماير كان مسؤولا بشكل مباشر سياسيا عن استمرار سجنه.
تم استشارة لجنة مخابرات للتحقيق.

### إنكار إبادة الأرمن
خلال مناظرة عام 2015 حول الاعتراف الألماني بالإبادة الجماعية للأرمن بمناسبة ذكراها المئوية، كان شتاينماير السياسي الأكثر ترددا في الموافقة، وذلك أساسا بسبب علاقات ألمانيا مع تركيا. وقد انتقد على نطاق واسع لموقفه، واتهم بإنكار الإبادة الجماعية للأرمن. عندما وافق البرلمان الألماني عام 2016 بالإجماع تقريبًا على قرار يعترف بقتل ما يصل إلى 1.5 مليون أرمني على يد القوات العثمانية بمثابة إبادة جماعية وهو الوصف الذي رفضته تركيا بشدة، شتاينماير امتنع عن التصويت وانتقد القرار من الجمهور؛ وكان شتاينماير واحدًا من اثنين فقط من 630 عضوًا في البرلمان الذان لم يؤيدا هذا القرار.

### مزاعم الانتحال
بعد انتخابات عام 2013، أصبح شتاينماير العضو البارز الأول من الحزب الديمقراطي الاجتماعي يواجه مزاعم بأنه سرق أجزاء من أطروحته للدكتوراه عام 1991 عن دور الدولة في الوقاية من التشرد. وقد وجهت إتهامات مماثلة في السابق أدت إلى استقالة وزيرين من حكومة ميركل. وردا على ذلك رفض شتاينماير التهم الموجهة إليه وقال إنه طلب من جامعة غيسن التحقق من أطروحته للاستشهادات الغير المعترف بها.

## نشاطات أخرى
- [Aktion Deutschland Hilft] (تحالف الإغاثة في ألمانيا)، عضو مجلس الأمناء
- [مؤسسة الكسندر فون همبولت]، عضو بحكم منصبه في مجلس الأمناء
- [مجلس التنسيق الألماني من أجل منظمات التعاون المسيحية واليهودية]، عضو مجلس الإدارة (2009-2013)
- [تجمع الكنيسة الإنجيلية الألمانية]، عضو مجلس الإدارة
- [المعهد البروتستانتي الألماني لعلم الآثار]، عضو مجلس الإدارة
- [برامج الصحفيين الدوليين]، عضو مجلس أمناء
- [معهد الإئتمان لإعادة الإعمار]، عضو بحكم منصبه في مجلس الرقابة
- [مؤسسة رودولف بيشلماير لزراعة الأعضاء]، عضو مجلس الإدارة[152]

## التكريمات (مختارات)

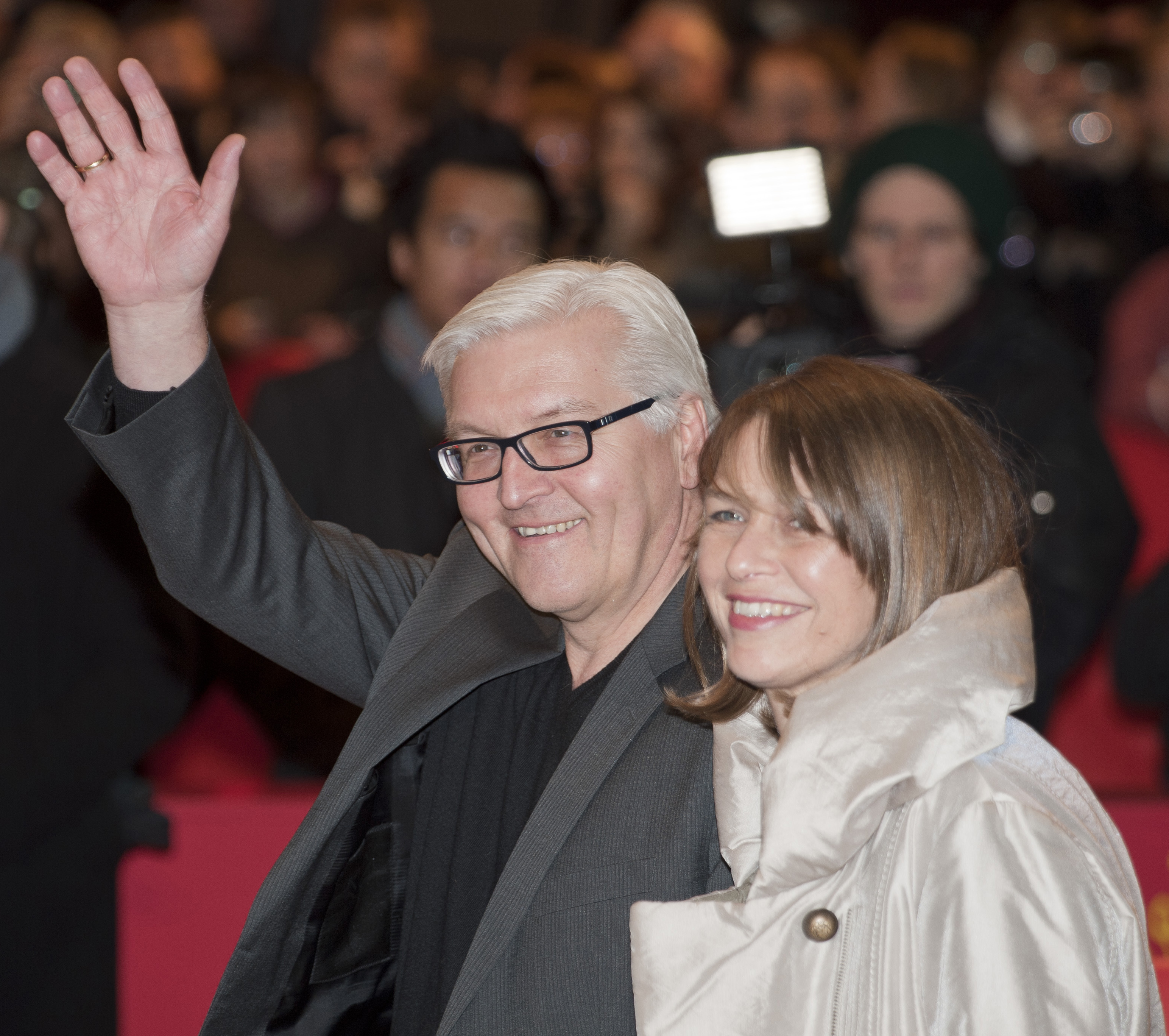
فرانك-فالتر شتاينماير مع زوجته إلكه بودنبندر في حفل توزيع جوائز سينمائية في برلين سنة 2011.

- وسام استحقاق الجمهورية الإيطالية (2006)
- وسام الاستحقاق الملكي النرويجي (2007)
- وسام الاستحقاق (2009)
- دكتوراه فخرية من جامعة ولاية أورسولا التقنية (2010)
- دكتوراه فخرية من الجامعة العبرية في القدس (2015)[153]
- دكتوراه فخرية من جامعة بيرايوس (2015)[154]
- جائزة أكاديمية توتسينغ الإنجيلية للتسامح (2016)
- جائزة إيغناتس بوبيس (2017)[155]

## الحياة الشخصية
شتاينماير تزوج في العام 1995 من القاضية إلكه بودينبيندير، ولديهما ابنة واحدة ولدت في العام 1996. ينتمي إلى الكنيسة البروتستانتية الإنجيلية وهو بروتستانتي إصلاحي وعضو فاعل في مجمع البروتستانتية بيت لحم في منطقة «برلين نويكولن». يقيم منذ العام 2008 في منطقة برلين-زيليندورف، في 23 آب عام 2010 انسحب مؤقتاً من العمل السياسي، بعد قيامه بالتبرع لزوجته «إلكه بودينبيندير»، بإحدى كليته. سنة 1980 وخلال فترة الدراسة الجامعية كان يعاني من قرحة القرنية أجرى بسببها عملية لاستبدال القرنية أنقذت بصره.
في أكتوبر من عام 2015 حصل شتاينماير على دكتوراه فخرية من جامعة بيرايوس اليونانية عندما كان وزيراً للخارجية، وحصل كذلك على الدكتوراة الفخرية في ديسمبر 2016 من جامعة بادربورن. عرف عن شتاينماير حبه لموسيقى الجاز وهو مشجع متعطش لكرة القدم.

## وصلات خارجية
- فرانك-فالتر شتاينماير على موقع IMDb (الإنجليزية)
- فرانك-فالتر شتاينماير على موقع الموسوعة البريطانية (الإنجليزية)
- فرانك-فالتر شتاينماير على موقع مونزينجر (الألمانية)
- فرانك-فالتر شتاينماير على موقع ألو سيني (الفرنسية)
- فرانك-فالتر شتاينماير على موقع ديسكوغز (الإنجليزية)
- فرانك-فالتر شتاينماير على موقع قاعدة بيانات الفيلم (الإنجليزية)
- اقتباسات من أقوال فرانك-فالتر شتاينماير
- موقع حملة شتاينماير الانتخابية لسنة 2009 (بالألمانية)

| المناصب السياسية         | المناصب السياسية                                        | المناصب السياسية        |
| ------------------------ | ------------------------------------------------------- | ----------------------- |
| سبقه بودو هومباخ         | رئيس المستشارية 1999–2005                               | تبعه توماس دي مايتسيره  |
| سبقه بودو هومباخ         | وزير الشؤون الخاصة 1999–2005                            | تبعه توماس دي مايتسيره  |
| سبقه يوشكا فيشر          | وزير الشؤون الخارجية 2005–2009                          | تبعه غيدو فيسترفيله     |
| سبقه فرانتس مونتيفيرينغ  | نائب المستشار الألماني 2007–2009                        | تبعه غيدو فيسترفيله     |
| سبقه غيدو فيسترفيله      | وزير الشؤون الخارجية 2013–2017                          | تبعه زيغمار غابرييل     |
| سبقه يواخيم غاوك         | رئيس ألمانيا 2017                                       | الحالي                  |
| المناصب الحزبية السياسية |                                                         |                         |
| سبقه كورت بيك            | زعيم الحزب الديمقراطي الاجتماعي بالوكالة 2008           | تبعه فرانتس مونتيفيرينغ |
| سبقه بيتر شتروك          | زعيم الحزب الديمقراطي الاجتماعي في البوندستاغ 2009–2013 | تبعه توماس اوبرمان      |
| المناصب الدبلوماسية      |                                                         |                         |
| سبقه ايفيكا تاديتش       | رئيس منظمة الأمن والتعاون في أوروبا 2016–2017           | تبعه سيباستيان كورتس    |